# Bob Kulick
Robert J. "Bob" Kulick, född 16 januari 1950 i Brooklyn i New York, död 28 maj 2020 i Las Vegas, Nevada, var en amerikansk rockgitarrist, mest känd för sitt arbete med bandet Kiss. Han är bror till Kiss-gitarristen Bruce Kulick. 
Kulick var studiomusiker åt Kiss vid ett flertal tillfällen. På sidan med studioinspelade spår på Alive II (1977) spelar han sologitarr på tre av fem låtar. På Killers (1982) spelar han sologitarr på de fyra nyinspelade låtarna. Han spelade även med Lou Reed (på Coney Island Baby), Alice Cooper, W.A.S.P. (på The Crimson Idol) och Meat Loaf.

## Diskografi (urval)
KISS
- Alive II (1977) – sologitarr på "All American Man", "Larger Than Life" och "Rockin' in the U.S.A."
- Paul Stanley (1978) – sologitarr, akustisk gitarr
- Killers (1982) – sologitarr på "I'm a Legend Tonight", "Down on Your Knees", "Nowhere to Run" och "Partners in Crime"